# Atalanta Bergamasca Calcio 2007-2008
Questa voce raccoglie le informazioni riguardanti l'Atalanta Bergamasca Calcio nelle competizioni ufficiali della stagione 2007-2008.

## Stagione
Dopo l'addio di Stefano Colantuono, al quale è stata offerta la panchina del Palermo, la dirigenza atalantina sceglie come nuovo allenatore Luigi Delneri.
Delneri si trovava senza panchina dopo non essere riuscito a salvare il Chievo dalla retrocessione in Serie B, dove era subentrato in corsa a Pillon.
La stagione si apre con un sofferto pareggio, grazie a un rigore dubbio trasformato da Doni, nella prima gara di campionato sul campo della Reggina: tre giorni dopo arriva l'eliminazione all'esordio in Coppa Italia, con l'Ascoli che vince con un gol ai supplementari dell'ex nerazzurro Soncin.
Il mese di settembre inizia con la prima vittoria stagionale, un 2-0 casalingo al Parma, cui fanno seguito le partite contro Fiorentina e Lazio nelle quali, per merito in entrambi i casi di gol in extremis di Zampagna, l'Atalanta rimedia quattro punti (2-2 a Firenze e il successo 2-1 contro i laziali); Viene poi il pareggio per 1-1 sul Siena con un altro rigore trasformato da Doni, il primo k.o. risale all'ultima partita del mese, persa malamente 3-0 in casa della Sampdoria.
L'Atalanta ottiene poi due pareggi casalinghi (0-0 contro l'Udinese e 2-2 contro il Torino dopo essere stata in vantaggio per 2-0).
Il 17 ottobre 2007 l'Atalanta festeggia il centenario di fondazione, celebrato poi a fine mese con il primo successo esterno stagionale a Empoli per 1-0. Poi ottiene un pareggio in casa contro il Cagliari per 2-2 e una vittoria importantissima in trasferta a Catania per 2-1 che permettono di salire al 6º posto a 3 punti della zona Champions League.
L'11 novembre 2007 il tifoso laziale Gabriele Sandri perde la vita in un autogrill di Arezzo, ucciso da un proiettile sparato dall'agente di polizia Luigi Spaccarotella per sedare una rissa tra tifosi della Lazio e della Juventus.
Su molti dei campi dove si dovevano disputare le partite della dodicesima giornata di Serie A avvengono tafferugli: a Bergamo, dove era in programma Atalanta-Milan, i tifosi atalantini sfondano il vetro della Curva Nord per entrare in campo e far sospendere la partita.
La gara viene sospesa dall'arbitro Saccani. il giudice sportivo dispone che la partita si rigiochi a gennaio a porte chiuse, oltre alla chiusura della Curva Nord atalantina fino al 31 marzo.
L'Atalanta riesce a mantenersi nella zona medio-alta della classifica: la partita migliore dell'intero campionato è senza dubbio il 5-1 rifilato ai rivali storici del Napoli, ultimo successo del girone d'andata.
L'imbattibilità casalinga cade due settimane dopo, quando l'Azzurri d'Italia viene espugnato dal Palermo per 3-1. Nelle ultime tre partite del girone d'andata, gli orobici ottengono solo un punto (1-1 a Livorno e le sconfitte entrambe per 2-1 contro Roma e Genoa. L'Atalanta finisce il girone alla settima piazza con 25 punti.
Il girone di ritorno inizia bene con una vittoria contro il Parma (3-2) e due pareggi contro la Reggina e Fiorentina entrambi per 2-2. Dopo la disfatta allo Stadio Olimpico di Roma per 3-0 contro la Lazio, La squadra registra 4 punti in 4 partite cioè un rendimento altalenante perché dalla bella vittoria contro la Sampdoria per 4-1, registra due sconfitte consecutive contro Udinese e Torino con zero gol fatti e tre subiti. Nelle seguenti otto partite, si registra un'inevitabile flessione, anche se alcuni risultati positivi (in primis la vittoria a San Siro per 2-1 contro il Milan) consentono alla formazione bergamasca di non allontanarsi dalla metà della classifica, infatti realizza 8 punti.
All'ultima giornata, grazie alla vittoria casalinga sul Genoa, l'Atalanta scavalca due posizioni e chiude il campionato al nono posto con 48 punti, ad appena due lunghezze dall'ottava piazza occupata dal Napoli che valeva la qualificazione alla Intertoto.

## Divise e sponsor
Lo sponsor tecnico per la stagione 2007-2008 è Erreà, mentre lo sponsor ufficiale è Sit-in Sport, azienda produttrice di erba sintetica. Il secondo sponsor, presente sulle maglie in piccolo in alto a destra, è Daihatsu, casa automobilistica. Il logo della squadra è al centro del petto, fra lo sponsor tecnico e quello secondario.
La divisa casalinga presenta una maglia con cinque strisce blu e quattro nere, con colletto nero. I calzoncini e i calzettoni sono neri. I numeri e i nomi sul dorso della maglia sono bianchi; il numero sui pantaloncini, sempre bianco, è sulla gamba sinistra.
La divisa da trasferta presenta una maglia bianca con striscia orizzontale bicolore nella parte centrale. I calzoncini sono neri, mentre i calzettoni sono bianchi con sottile striscia orizzontale blu e nera. Il numero sul dorso e sui calzoncini, e il nome, sono di colore blu.
| Casa | Trasferta | Centenario |

## Organigramma societario
Area direttiva
- Presidente: Ivan Ruggeri (da aprile 2008 affiancato da Francesca Ruggeri)
- Amministratore delegato: cav. Isidoro Fratus
- Direttore generale: Cesare Giacobazzi

Area organizzativa
- Segretario generale: Fabio Rizzitelli
- Team manager: Mirco Moioli

Area comunicazione
- Responsabile area comunicazione: Sergio Carrara
- Ufficio Stampa: Andrea Lazzaroni

Area marketing
- Ufficio marketing: Vitaliano Beretta

Area tecnica
- Direttore sportivo: Carlo Osti
- Allenatore: Luigi Delneri
- Collaboratore tecnico: Francesco Conti
- Preparatore atletico: Roberto De Bellis
- Preparatore dei portieri: Nello Malizia

Area sanitaria
- Responsabile sanitario: Bruno Sgherzi
- Massaggiatori: Alfredo Adami, Marcello Ginami, Renato Gotti

## Rosa
| N. |                                 | Ruolo | Calciatore               |
| -- | ------------------------------- | ----- | ------------------------ |
| 1  | Perù (bandiera)                 | P     | George Forsyth           |
| 2  | Argentina (bandiera)            | D     | Leonardo Talamonti       |
| 3  | Brasile (bandiera)              | D     | Adriano Pereira da Silva |
| 3  | Italia (bandiera)               | D     | Manuel Belleri           |
| 4  | Portogallo (bandiera)           | C     | Costinha                 |
| 5  | Italia (bandiera)               | D     | Thomas Manfredini        |
| 6  | Italia (bandiera)               | D     | Gianpaolo Bellini        |
| 7  | Italia (bandiera)               | A     | Marino Defendi           |
| 8  | Italia (bandiera)               | C     | Antonino Bernardini      |
| 9  | Italia (bandiera)               | A     | Riccardo Zampagna        |
| 9  | Italia (bandiera)               | A     | Michele Paolucci         |
| 10 | Italia (bandiera)               | A     | Simone Inzaghi           |
| 11 | Bosnia ed Erzegovina (bandiera) | A     | Zlatan Muslimović        |
| 14 | Guinea (bandiera)               | A     | Karamoko Cissé           |
| 15 | Italia (bandiera)               | C     | Diego De Ascentis        |

| N. |                      | Ruolo | Calciatore             |
| -- | -------------------- | ----- | ---------------------- |
| 16 | Italia (bandiera)    | D     | Claudio Rivalta        |
| 17 | Italia (bandiera)    | C     | Tiberio Guarente       |
| 18 | Italia (bandiera)    | P     | Andrea Ivan            |
| 21 | Argentina (bandiera) | C     | Fernando Tissone       |
| 22 | Italia (bandiera)    | C     | Simone Padoin          |
| 23 | Italia (bandiera)    | A     | Antonio Langella       |
| 26 | Argentina (bandiera) | D     | Maximiliano Pellegrino |
| 27 | Italia (bandiera)    | D     | Daniele Capelli        |
| 28 | Italia (bandiera)    | C     | Giacomo Bonaventura    |
| 30 | Italia (bandiera)    | P     | Ferdinando Coppola     |
| 31 | Italia (bandiera)    | A     | Michele Marconi        |
| 32 | Italia (bandiera)    | D     | Riccardo Fissore       |
| 33 | Italia (bandiera)    | A     | Sergio Floccari        |
| 72 | Italia (bandiera)    | C     | Cristiano Doni         |
| 79 | Brasile (bandiera)   | C     | Adriano Ferreira Pinto |
| 80 | Italia (bandiera)    | D     | Moris Carrozzieri      |

## Calciomercato

### Sessione estiva(dal 01/07 al 31/08)
| Acquisti | Acquisti               | Acquisti        | Acquisti                   |
| R.       | Nome                   | da              | Modalità                   |
| -------- | ---------------------- | --------------- | -------------------------- |
| P        | Andrea Consigli        | Sambenedettese  | fine prestito              |
| P        | Ferdinando Coppola     | Milan           | prestito                   |
| P        | George Forsyth         |                 | svincolato                 |
| D        | Manuel Belleri         | Lazio           | prestito                   |
| D        | Daniele Capelli        | Arezzo          | fine prestito              |
| D        | Thomas Manfredini      | Bologna         | fine prestito              |
| D        | Maximiliano Pellegrino | Vélez Sarsfield | definitivo (1,3 milioni €) |
| D        | Leonardo Talamonti     | River Plate     | compartecipazione          |
| C        | Michael Cia            | Südtirol        | definitivo (750.000 €)     |
| C        | Costinha               |                 | svincolato                 |
| C        | Antonino D'Agostino    | Cagliari        | fine prestito              |
| C        | Diego De Ascentis      | Torino          | compartecipazione          |
| C        | Tiberio Guarente       | Verona          | compartecipazione          |
| C        | Alessio Manzoni        | Padova          | fine prestito              |
| C        | Simone Padoin          | Vicenza         | compartecipazione          |
| A        | Sergio Floccari        | Messina         | compartecipazione          |
| A        | Simone Inzaghi         | Lazio           | prestito                   |
| A        | Antonio Langella       |                 | svincolato                 |
| A        | Zlatan Muslimović      | Udinese         | definitivo (500.000 €)     |
| D        | Pablo Osvaldo          | Lecce           | fine prestito              |

| Cessioni | Cessioni                 | Cessioni      | Cessioni                   |
| R.       | Nome                     | a             | Modalità                   |
| -------- | ------------------------ | ------------- | -------------------------- |
| P        | Alex Calderoni           | Treviso       | compartecipazione          |
| P        | Andrea Consigli          | Rimini        | prestito                   |
| P        | Andrea Ferrari           | Monza         | compartecipazione          |
| D        | Adriano Pereira da Silva | Monaco        | definitivo (2.5 milioni €) |
| D        | Davide Brivio            | Vicenza       | compartecipazione          |
| D        | Kewullay Conteh          | Palermo       | fine prestito              |
| D        | Daniele Gasparetto       | Legnano       | prestito                   |
| D        | Simone Loria             | Siena         | definitivo (700.000 €)     |
| D        | Simone Sales             | CuoioCappiano | prestito                   |
| D        | Leonardo Talamonti       | River Plate   | fine prestito              |
| C        | Nelson Abeijón           |               | svincolato                 |
| C        | Luca Ariatti             | Lecce         | compartecipazione          |
| C        | Andrea Arrigoni          | Sangiovannese | prestito                   |
| C        | Davide Bombardini        |               | svincolato                 |
| C        | Michael Cia              | Sangiovannese | prestito                   |
| C        | Massimo Donati           | Milan         | fine prestito              |
| C        | Andrea Lazzari           | Grosseto      | prestito                   |
| C        | Alessio Manzoni          | Spezia        | prestito                   |
| C        | Giulio Migliaccio        | Palermo       | definitivo (5 milioni €)   |
| A        | Karamoko Cissé           | Verona        | prestito                   |
| A        | Pablo Osvaldo            | Fiorentina    | definitivo (3 milioni €)   |
| A        | Nicola Ventola           |               | svincolato                 |
| A        | Christian Vieri          |               | svincolato                 |

### Sessione invernale(dal 03/01 al 31/01)
| Acquisti | Acquisti         | Acquisti     | Acquisti                   |
| R.       | Nome             | da           | Modalità                   |
| -------- | ---------------- | ------------ | -------------------------- |
| D        | Riccardo Fissore | Vicenza      | prestito                   |
| C        | Ivan Radovanović | OFK Belgrado | definitivo (1.5 milioni €) |
| A        | Michele Paolucci | Udinese      | prestito                   |

| Cessioni | Cessioni            | Cessioni      | Cessioni          |
| R.       | Nome                | a             | Modalità          |
| -------- | ------------------- | ------------- | ----------------- |
| D        | Stefano Mauri       | Sangiovannese | prestito          |
| C        | Antonino Bernardini | Vicenza       | compartecipazione |
| C        | Antonino D'Agostino | Treviso       | prestito          |
| A        | Marino Defendi      | Chievo        | prestito          |
| A        | Riccardo Zampagna   | Vicenza       | compartecipazione |

## Serie A

### Girone di andata
| Arbitro: | Brighi (Cesena) |

|             |           |                 |
| Amoruso 76’ | Marcatori | 84’ (rig.) Doni |

| Arbitro: | Marelli (Como) |

|                                     |           |  |
| Zampagna 21’ (rig.) Carrozzieri 65’ | Marcatori |  |

| Arbitro: | Celi (Campobasso) |

|                              |           |                       |
| Rivalta 26’ (aut.) Vieri 74’ | Marcatori | 51’ Doni 86’ Zampagna |

| Arbitro: | Stefanini (Prato) |

|                             |           |               |
| Langella 43’ Zampagna 90+3’ | Marcatori | 69’ Mutarelli |

| Arbitro: | Palanca (Roma) |

|           |           |                 |
| Loria 31’ | Marcatori | 61’ (rig.) Doni |

| Arbitro: | Ayroldi (Molfetta) |

|                                      |           |  |
| Bellucci 3’ Sammarco 56’ Cassano 82’ | Marcatori |  |

| Bergamo 6 ottobre 2007, ore 18:00 CEST 7ª giornata | Atalanta                  | 0 – 0 referto | Udinese | Stadio Atleti Azzurri d'Italia (11.700 spett.)\| Arbitro: \| Dondarini (Finale Emilia) \| |
| Arbitro:                                           | Dondarini (Finale Emilia) |               |         |                                                                                           |

| Arbitro: | De Marco (Chiavari) |

|                                      |           |                       |
| Ferreira Pinto 45+1’ Doni 67’ (rig.) | Marcatori | 75’ Ventola 87’ Motta |

| Arbitro: | Brighi (Cesena) |

|  |           |          |
|  | Marcatori | 75’ Doni |

| Arbitro: | Trefoloni (Siena) |

|                      |           |                           |
| Capelli 54’ Doni 79’ | Marcatori | 39’ (rig.) Fini 69’ Matri |

| Arbitro: | Pierpaoli (Firenze) |

|             |           |                   |
| Spinesi 83’ | Marcatori | 57’, 59’ Langella |

| Arbitro: | Dondarini (Finale Emilia) |

|                          |           |             |
| Langella 42’ Tissone 68’ | Marcatori | 16’ Gattuso |

| Arbitro: | Banti (Livorno) |

|                    |           |              |
| Suazo 11’ Cruz 30’ | Marcatori | 39’ Floccari |

| Arbitro: | Gervasoni (Mantova) |

|                                                                      |           |          |
| Floccari 6’ Langella 21’ Doni 36’ Carrozzieri 47’ Ferreira Pinto 73’ | Marcatori | 60’ Sosa |

| Arbitro: | Orsato (Schio) |

|            |           |  |
| Nedvěd 86’ | Marcatori |  |

| Arbitro: | Pierpaoli (Firenze) |

|             |           |                                           |
| Tissone 62’ | Marcatori | 13’ Cavani 35’ (aut.) Langella 53’ Amauri |

| Arbitro: | De Marco (Chiavari) |

|             |           |             |
| Galante 26’ | Marcatori | 33’ Tissone |

| Arbitro: | Saccani (Mantova) |

|                    |           |                       |
| Ferreira Pinto 17’ | Marcatori | 38’ Totti 45’ Mancini |

| Arbitro: | Pierpaoli (Firenze) |

|                            |           |                 |
| Borriello 73’ Figueroa 84’ | Marcatori | 67’ (rig.) Doni |

### Girone di ritorno
| Arbitro: | Gava (Conegliano Veneto) |

|                          |           |                         |
| Rivalta 19’ Langella 46’ | Marcatori | 61’ Vigiani 67’ Barreto |

| Arbitro: | Damato (Barletta) |

|                                       |           |                                         |
| Lucarelli 39’ Gasbarroni 90+1’ (rig.) | Marcatori | 18’ Pellegrino 54’ Bellini 69’ Floccari |

| Arbitro: | De Marco (Chiavari) |

|                     |           |                         |
| Muslimović 30’, 90’ | Marcatori | 29’ Pazzini 60’ Semioli |

| Arbitro: | Girardi (San Donà di Piave) |

|                                          |           |  |
| Rocchi 26’ (rig.), 88’ (rig.) Pandev 56’ | Marcatori |  |

| Arbitro: | Celi (Campobasso) |

|                     |           |                            |
| Floccari 42’, 45+1’ | Marcatori | 32’ Bertotto 40’ Locatelli |

| Arbitro: | Ciampi (Roma) |

|                                        |           |          |
| Doni 13’, 31’ Floccari 36’ Capelli 52’ | Marcatori | 3’ Volpi |

| Arbitro: | Romeo (Verona) |

|                                |           |  |
| Quagliarella 29’ Di Natale 31’ | Marcatori |  |

| Arbitro: | Gervasoni (Mantova) |

|            |           |  |
| Barone 36’ | Marcatori |  |

| Arbitro: | Bergonzi (Genova) |

|                                       |           |               |
| Langella 19’ Doni 27’ Padoin 77’, 84’ | Marcatori | 83’ Vannucchi |

| Arbitro: | Giannoccaro (Lecce) |

|                        |           |  |
| Acquafresca 18’ (rig.) | Marcatori |  |

| Bergamo 22 marzo 2008, ore 15:00 CET 30ª giornata | Atalanta          | 0 – 0 referto | Catania | Stadio Atleti Azzurri d'Italia (9.414 spett.)\| Arbitro: \| Stefanini (Prato) \| |
| Arbitro:                                          | Stefanini (Prato) |               |         |                                                                                  |

| Arbitro: | Brighi (Cesena) |

|             |           |                           |
| Maldini 85’ | Marcatori | 32’ Floccari 42’ Langella |

| Arbitro: | De Marco (Chiavari) |

|  |           |                          |
|  | Marcatori | 21’ Vieira 74’ Balotelli |

| Arbitro: | Ciampi (Roma) |

|                        |           |  |
| Hamšík 62’ Lavezzi 64’ | Marcatori |  |

| Arbitro: | Trefoloni (Siena) |

|  |           |                                        |
|  | Marcatori | 1’ Legrottaglie 6’, 34’, 65’ Del Piero |

| Palermo 27 aprile 2008, ore 15:00 CEST 35ª giornata | Palermo       | 0 – 0 referto | Atalanta | Stadio Renzo Barbera (23.288 spett.)\| Arbitro: \| Valeri (Roma) \| |
| Arbitro:                                            | Valeri (Roma) |               |          |                                                                     |

| Arbitro: | Tagliavento (Terni) |

|                                        |           |                       |
| Doni 56’ Ferreira Pinto 59’ Padoin 88’ | Marcatori | 64’ Rossini 82’ Pavan |

| Arbitro: | Banti (Livorno) |

|                          |           |             |
| Panucci 23’ De Rossi 67’ | Marcatori | 88’ Bellini |

| Arbitro: | Tommasi (Bassano del Grappa) |

|                            |           |  |
| Floccari 32’ Marconi 90+3’ | Marcatori |  |

## Coppa Italia

### Prima fase
| Arbitro: | Banti (Livorno) |

|                           |           |            |
| Di Donato 38’ Soncin 121’ | Marcatori | 51’ Padoin |

## Statistiche

### Statistiche di squadra
| Competizione | Punti | In casa | In casa | In casa | In casa | In casa | In casa | In trasferta | In trasferta | In trasferta | In trasferta | In trasferta | In trasferta | Totale | Totale | Totale | Totale | Totale | Totale | DR |
| Competizione | Punti | G       | V       | N       | P       | Gf      | Gs      | G            | V            | N            | P            | Gf           | Gs           | G      | V      | N      | P      | Gf     | Gs     | DR |
| ------------ | ----- | ------- | ------- | ------- | ------- | ------- | ------- | ------------ | ------------ | ------------ | ------------ | ------------ | ------------ | ------ | ------ | ------ | ------ | ------ | ------ | -- |
| Serie A      | 48    | 19      | 8       | 7       | 4       | 36      | 28      | 19           | 4            | 5            | 10           | 16           | 28           | 38     | 12     | 12     | 14     | 52     | 56     | -4 |
| Coppa Italia | -     | -       | -       | -       | -       | -       | -       | 1            | 0            | 0            | 1            | 1            | 2            | 1      | 0      | 0      | 1      | 1      | 2      | -1 |
| Totale       | -     | 19      | 8       | 7       | 4       | 36      | 28      | 20           | 4            | 5            | 11           | 17           | 30           | 39     | 12     | 12     | 15     | 53     | 58     | -5 |

### Andamento in campionato
| Giornata  | 1  | 2 | 3 | 4 | 5 | 6 | 7  | 8  | 9 | 10 | 11 | 12 | 13 | 14 | 15 | 16 | 17 | 18 | 19 | 20 | 21 | 22 | 23 | 24 | 25 | 26 | 27 | 28 | 29 | 30 | 31 | 32 | 33 | 34 | 35 | 36 | 37 | 38 |
| --------- | -- | - | - | - | - | - | -- | -- | - | -- | -- | -- | -- | -- | -- | -- | -- | -- | -- | -- | -- | -- | -- | -- | -- | -- | -- | -- | -- | -- | -- | -- | -- | -- | -- | -- | -- | -- |
| Luogo     | T  | C | T | C | T | T | C  | C  | T | C  | T  | C  | T  | C  | T  | C  | T  | C  | T  | C  | T  | C  | T  | C  | C  | T  | T  | C  | T  | C  | T  | C  | T  | C  | T  | C  | T  | C  |
| Risultato | N  | V | N | V | N | P | N  | N  | V | N  | V  | V  | P  | V  | P  | P  | N  | P  | P  | N  | V  | N  | P  | N  | V  | P  | P  | V  | P  | N  | V  | P  | P  | P  | N  | V  | P  | V  |
| Posizione | 11 | 5 | 7 | 3 | 7 | 8 | 10 | 10 | 7 | 6  | 6  | 6  | 6  | 6  | 6  | 6  | 6  | 7  | 7  | 8  | 7  | 8  | 9  | 9  | 9  | 10 | 10 | 8  | 8  | 9  | 9  | 9  | 11 | 11 | 11 | 11 | 11 | 9  |

Legenda:

Luogo: C = Casa; T = Trasferta. Risultato: V = Vittoria; N = Pareggio; P = Sconfitta.

### Statistiche dei giocatori
| Giocatore         | Serie A  | Serie A | Serie A     | Serie A    | Coppa Italia | Coppa Italia | Coppa Italia | Coppa Italia | Totale   | Totale | Totale      | Totale     |
| Giocatore         | Presenze | Reti    | Ammonizioni | Espulsioni | Presenze     | Reti         | Ammonizioni  | Espulsioni   | Presenze | Reti   | Ammonizioni | Espulsioni |
| ----------------- | -------- | ------- | ----------- | ---------- | ------------ | ------------ | ------------ | ------------ | -------- | ------ | ----------- | ---------- |
| Adriano           | 1        | 0       | 0           | 0          | 1            | 0            | 1            | 0            | 2        | 0      | 1           | 0          |
| M. Belleri        | 20       | 0       | 1           | 0          | -            | -            | -            | -            | 20       | 0      | 1           | 0          |
| G. Bellini        | 23       | 2       | 9           | 0          | 1            | 0            | 1            | 0            | 24       | 2      | 10          | 0          |
| A. Bernardini     | 6        | 0       | 1           | 0          | 1            | 0            | 0            | 0            | 7        | 0      | 1           | 0          |
| G. Bonaventura    | 1        | 0       | 0           | 0          | -            | -            | -            | -            | 1        | 0      | 0           | 0          |
| D. Capelli        | 23       | 2       | 4           | 0          | 1            | 0            | 1            | 0            | 24       | 2      | 5           | 0          |
| M. Carrozzieri    | 20       | 2       | 11          | 2          | 1            | 0            | 1            | 0            | 21       | 2      | 12          | 2          |
| K. Cissé          | -        | -       | -           | -          | 1            | 0            | 1            | 0            | 1        | 0      | 1           | 0          |
| F. Coppola        | 38       | -56     | 2           | 0          | 0            | 0            | 0            | 0            | 38       | -56    | 2           | 0          |
| Costinha          | 1        | 0       | 0           | 0          | -            | -            | -            | -            | 1        | 0      | 0           | 0          |
| D. De Ascentis    | 31       | 0       | 8           | 0          | 1            | 0            | 0            | 0            | 32       | 0      | 8           | 0          |
| M. Defendi        | 6        | 0       | 0           | 0          | 1            | 0            | 0            | 0            | 7        | 0      | 0           | 0          |
| C. Doni           | 30       | 12      | 12          | 1          | -            | -            | -            | -            | 30       | 12     | 12          | 1          |
| A. Ferreira Pinto | 38       | 4       | 2           | 0          | 0            | 0            | 0            | 0            | 38       | 4      | 2           | 0          |
| R. Fissore        | 2        | 0       | 1           | 0          | -            | -            | -            | -            | 2        | 0      | 1           | 0          |
| S. Floccari       | 34       | 8       | 3           | 0          | 1            | 0            | 0            | 0            | 35       | 8      | 3           | 0          |
| G. Forsyth        | -        | -       | -           | -          | 1            | -2           | 0            | 0            | 1        | -2     | 0           | 0          |
| T. Guarente       | 27       | 0       | 7           | 0          | 1            | 0            | 0            | 0            | 28       | 0      | 7           | 0          |
| S. Inzaghi        | 19       | 0       | 2           | 1          | -            | -            | -            | -            | 19       | 0      | 2           | 1          |
| A. Ivan           | 0        | 0       | 0           | 0          | -            | -            | -            | -            | 0        | 0      | 0           | 0          |
| A. Langella       | 27       | 8       | 5           | 0          | 1            | 0            | 0            | 0            | 28       | 8      | 5           | 0          |
| T. Manfredini     | 17       | 0       | 6           | 0          | -            | -            | -            | -            | 17       | 0      | 6           | 0          |
| M. Marconi        | 4        | 1       | 0           | 0          | -            | -            | -            | -            | 4        | 1      | 0           | 0          |
| Z. Muslimović     | 10       | 2       | 2           | 0          | -            | -            | -            | -            | 10       | 2      | 2           | 0          |
| S. Padoin         | 32       | 3       | 3           | 0          | 1            | 1            | 0            | 0            | 33       | 4      | 3           | 0          |
| M. Paolucci       | 10       | 0       | 0           | 0          | -            | -            | -            | -            | 10       | 0      | 0           | 0          |
| M. Pellegrino     | 26       | 1       | 6           | 0          | -            | -            | -            | -            | 26       | 1      | 6           | 0          |
| C. Rivalta        | 30       | 1       | 4           | 0          | 1            | 0            | 0            | 0            | 31       | 1      | 4           | 0          |
| L. Talamonti      | 9        | 0       | 4           | 0          | 0            | 0            | 0            | 0            | 9        | 0      | 4           | 0          |
| F. Tissone        | 35       | 3       | 8           | 0          | -            | -            | -            | -            | 35       | 3      | 8           | 0          |
| R. Zampagna       | 10       | 3       | 0           | 0          | 1            | 0            | 0            | 1            | 11       | 3      | 0           | 1          |